# Cimitero ebraico di Besançon

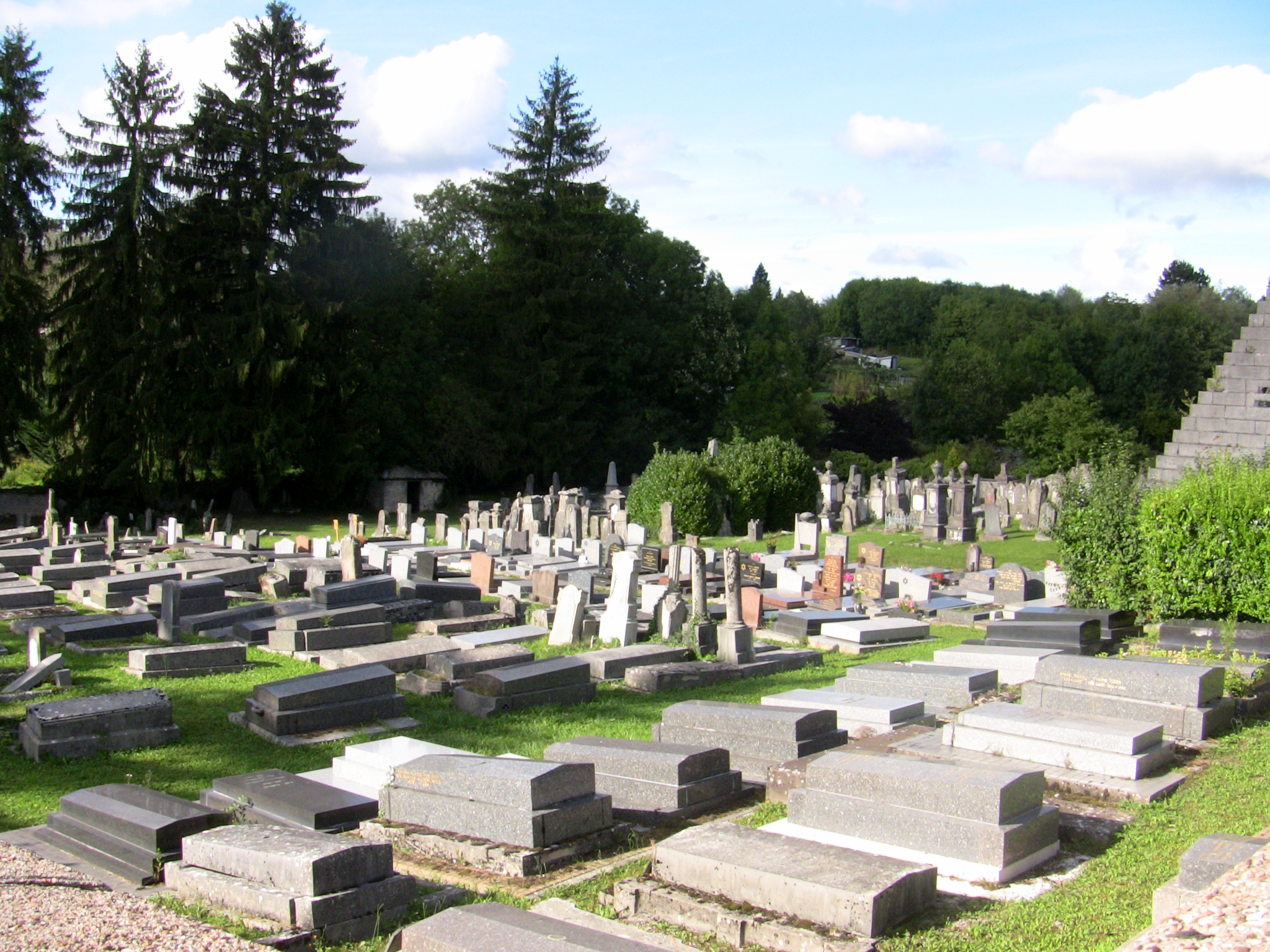

Il cimitero ebraico di Besançon si trova nella città di Besançon nella Franca Contea.
Inaugurato nel 1796,  contiene circa 500 tombe tra le quali quelle del filantropo Adolphe Veil-Picard e degli industriali Joseph Weil e Mayer Lippman.